# إيرين قود
إيرين قود (بالإنجليزية: Erin Good)‏ هي متسابقة ملكة الجمال أمريكية، ولدت في 2 يونيو 1985.